# Бюньикур, Понтюс де Лален
Понтюс II де Лален (фр. Pont(h)us II de Lalaing; ум. после 13 августа 1558 (15 октября 1558?), сеньор де Бюньикур, Орден, Нуайель-Вьон — военачальник и государственный деятель Габсбургских Нидерландов, последний представитель в мужском колене старшей линии дома де Лален.

## Биография
Сын Артюса де Лалена, сеньора де Бюньикур, и Жанны де Абар, дамы де Нуайель-Вьон.
Участник Итальянских войн и османо-габсбургской войны, сражался в греческих водах и на Варварийском берегу.
В 1521 году наследовал отцу в должности сенешаля Остревана, получил роту из 200 всадников. В 1537 назначен губернатором графства Артуа.
В 1546 на капитуле в Утрехте принят в рыцари ордена Золотого руна.
В июне 1553, после смерти графа де Рё стал капитан-генералом имперских войск, осаждавших Теруан. Еще в начале похода заявил Карлу V: «Я вам обещаю в четыре месяца взять Теруан. Если не сдержу слова, согласен, чтобы меня разорвали лошадями на четыре части».
По словам Франсуа де Рабютена, это был «отличный рыцарь, немногим более мягкий и учтивый», чем свирепый Адриен де Крой.
После взятия города командование армией в июле было передано Эммануэлю Филиберту Савойскому, предпринявшему осаду Эдена. По мнению комментатора мемуаров Фери де Гюйона, бельгийского историка Эме Робо де Сумуа, причиной отстранения Бюньикура от командования, после удачного завершения осады, была не только зависть к его успехам, но и то предпочтение, которое император обычно отдавал итальянским военным.
13 августа 1553 командовал фламандской кавалерией в неудачном сражении с французами у Тальма.
Участвовал в битвах при Сен-Кантене и Гравелине.
Согласно тексту надгробной надписи в церкви Вилле-о-Тертра, приведенному Брассаром в «Истории и генеалогии графов де Лален», умер в возрасте 48 лет и 24 дней в октябрьские иды 1557 года (13 октября). Год, вероятно, указан ошибочно, поскольку существует письмо Понтюса де Лалена родственнику Жоржу де Лалену, графу Ренненбургу, написанное 3 августа 1558, на следующий день после взятия французами Дюнкерка, а битва при Гравелине состоялась десятью днями позже.
Брассар приводит в своем сочинении рифмованную эпитафию, воспевающую подвиги этого генерала, в том числе варварское разрушение Теруана, резню при Сен-Лоране и битву при Гравелине, «когда Франция осиротела, потеряв в бою много командиров и солдат», и заканчивающуюся незамысловатым десятистишием, в котором отмечены заслуги Лалена, как рыцаря, командира и губернатора, а Теруан, Сен-Поль, Сен-Кантен и Гравелин «свидетельствуют его доблесть и его небесный суд» (три первых города были полностью разрушены, а население сильно пострадало от резни):

Ny la mort, ny le temps ne tremperont au Lèthe

De Ponthus de Lalaing, preux héros, fort athlète,

Le renom, qui reluit en l'ordre des colliers

De la riche Toison, et en mille lauriers

Acquis à Charles-Quint et à son fils unicque,

En Allemagne, en Franche et en la vaghe Affrique.

Mais la Belgique lui doibt surtout les honneurs.

Deüs aux grands chevaliers, chef de camp, gouverneur,

Therouanne, Saint-Paul, Saint-Quentin, Gravelines

Tesmoignans sa vertu et sa cour célestinne.

## Семья
Жена (1542): Элеонора де Монморанси, дочь Жозефа де Монморанси, сеньора де Нивеля, и Анны ван Эгмонт. Вторым браком вышла за Антуана II де Лалена, графа ван Хогстратена
Дочь:
- Мария де Лален (ум. 4.07.1557)

## Комментарии
1. ↑  Также именуется Понсом (Ponce)